# 两河口镇 (广元市)
两河口镇，原为两河口乡，是中华人民共和国四川省广元市朝天区下辖的一个乡镇级行政单位。2019年12月，撤销两河口乡，设立两河口镇，以原两河口乡和原李家乡老林村所属行政区域为两河口镇的行政区域，两河口镇人民政府驻市场街22号。

## 行政区划
两河口镇下辖以下地区：
吉庆村、黄家村、黄柏村、农华村、何家村、永平村、大沟村、杨家村、成龙村和两河村。